# Nárcisz (növénynemzetség)

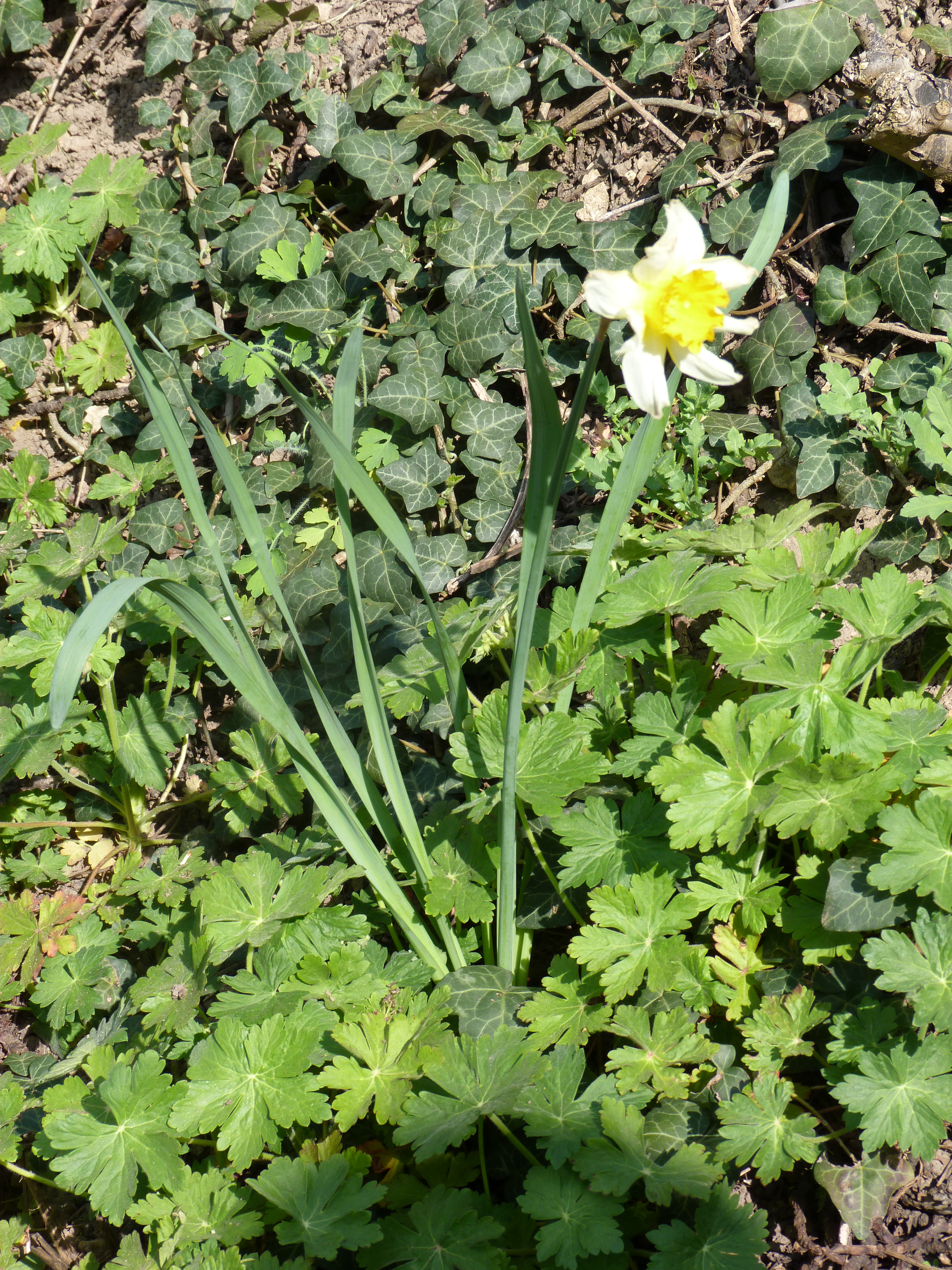
Nárcisz - Budai kertben, 2013

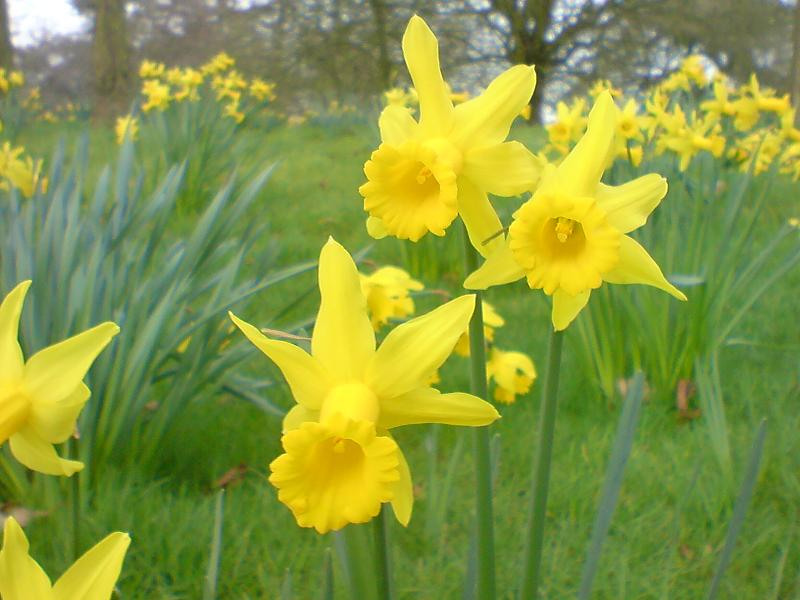
Sárga nárcisz (Narcissus pseudonarcissus)

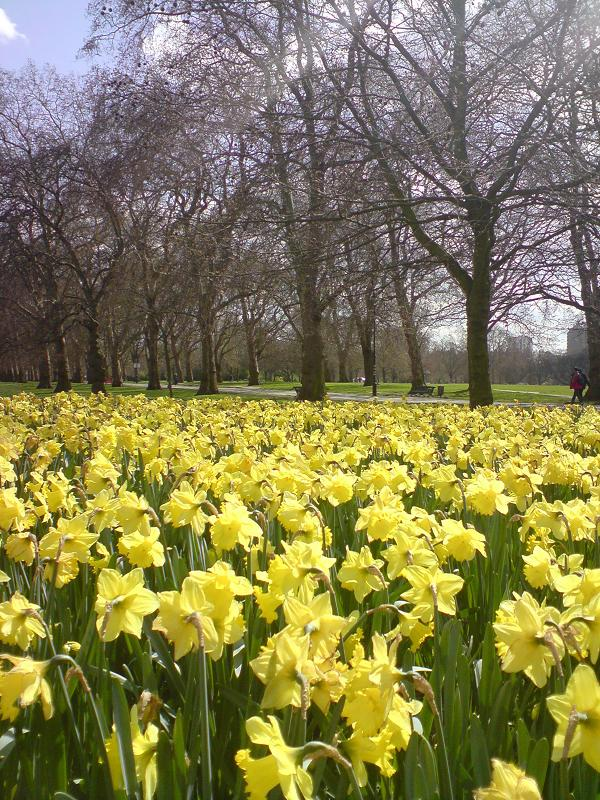
Sárga nárcisz mező a londoni Hyde Parkban

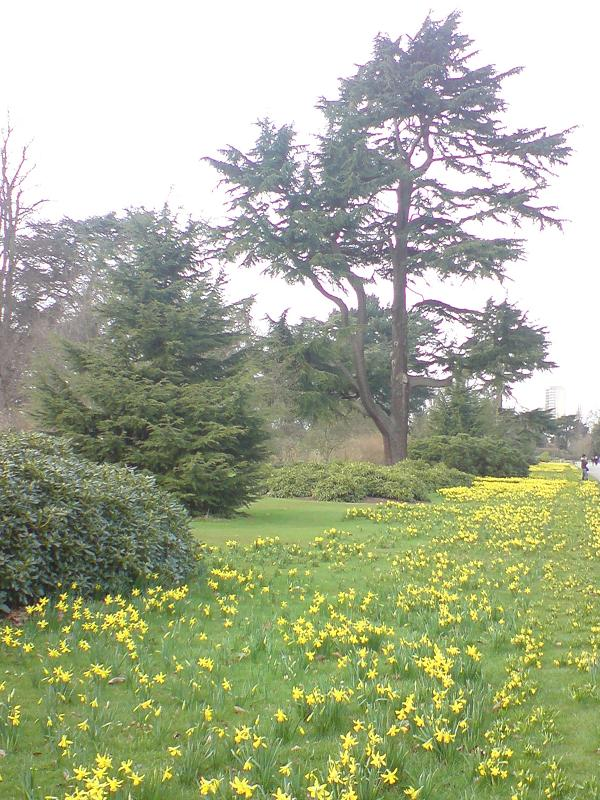
Sárga nárcisz mező a Kew botanikus kertben

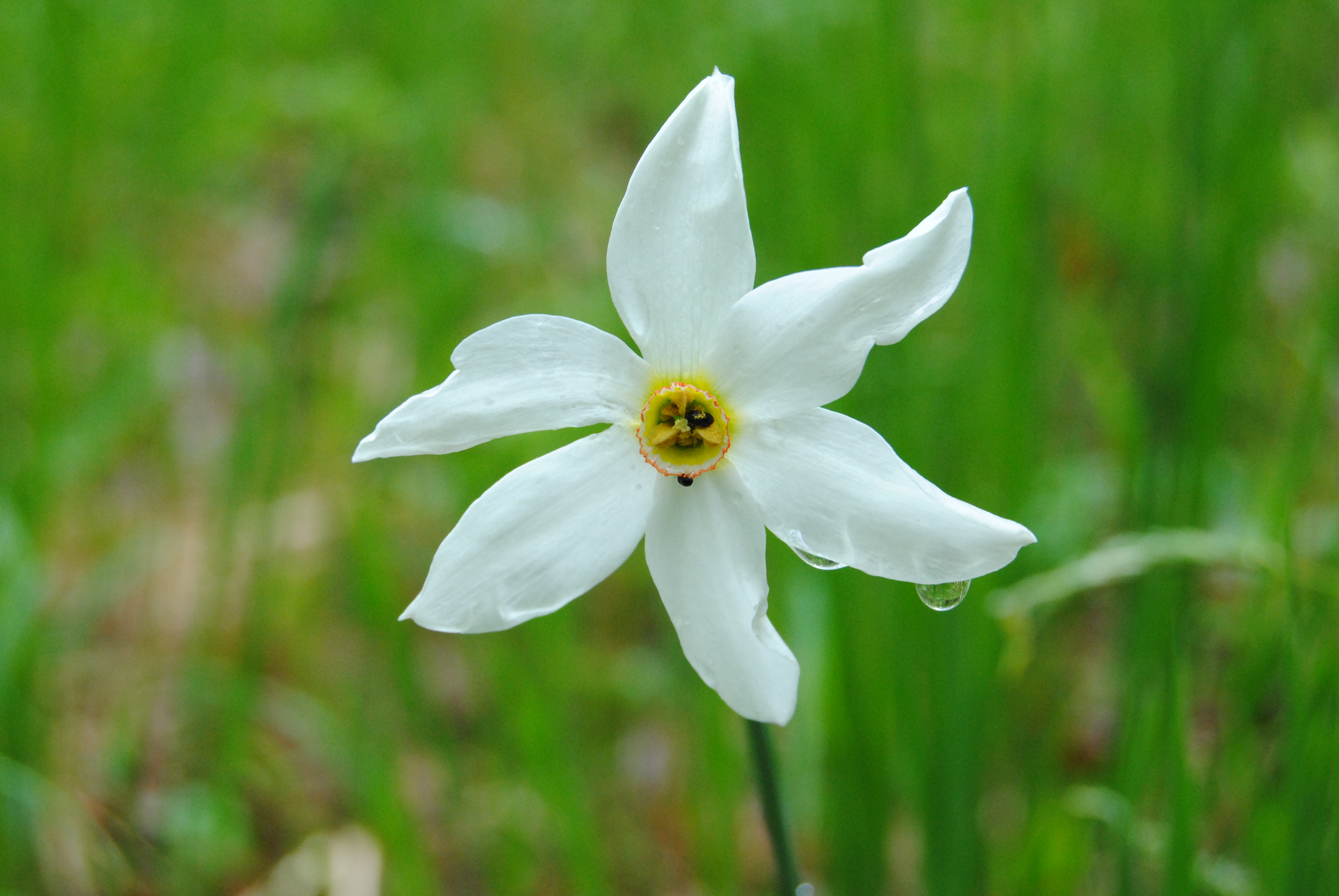
Fehér nárcisz (Narcissus poeticus)

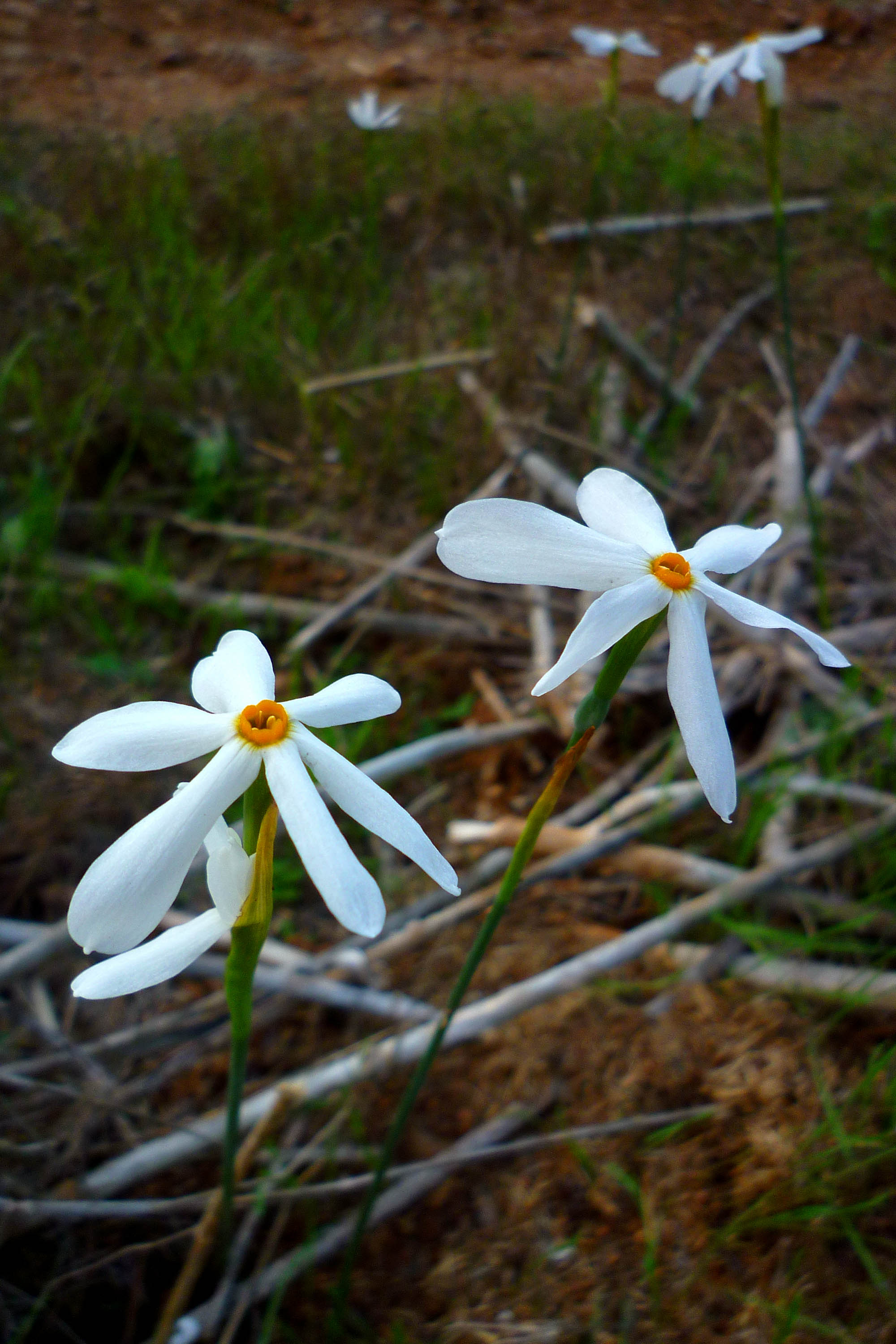
Kései nárcisz (Narcissus serotinus)

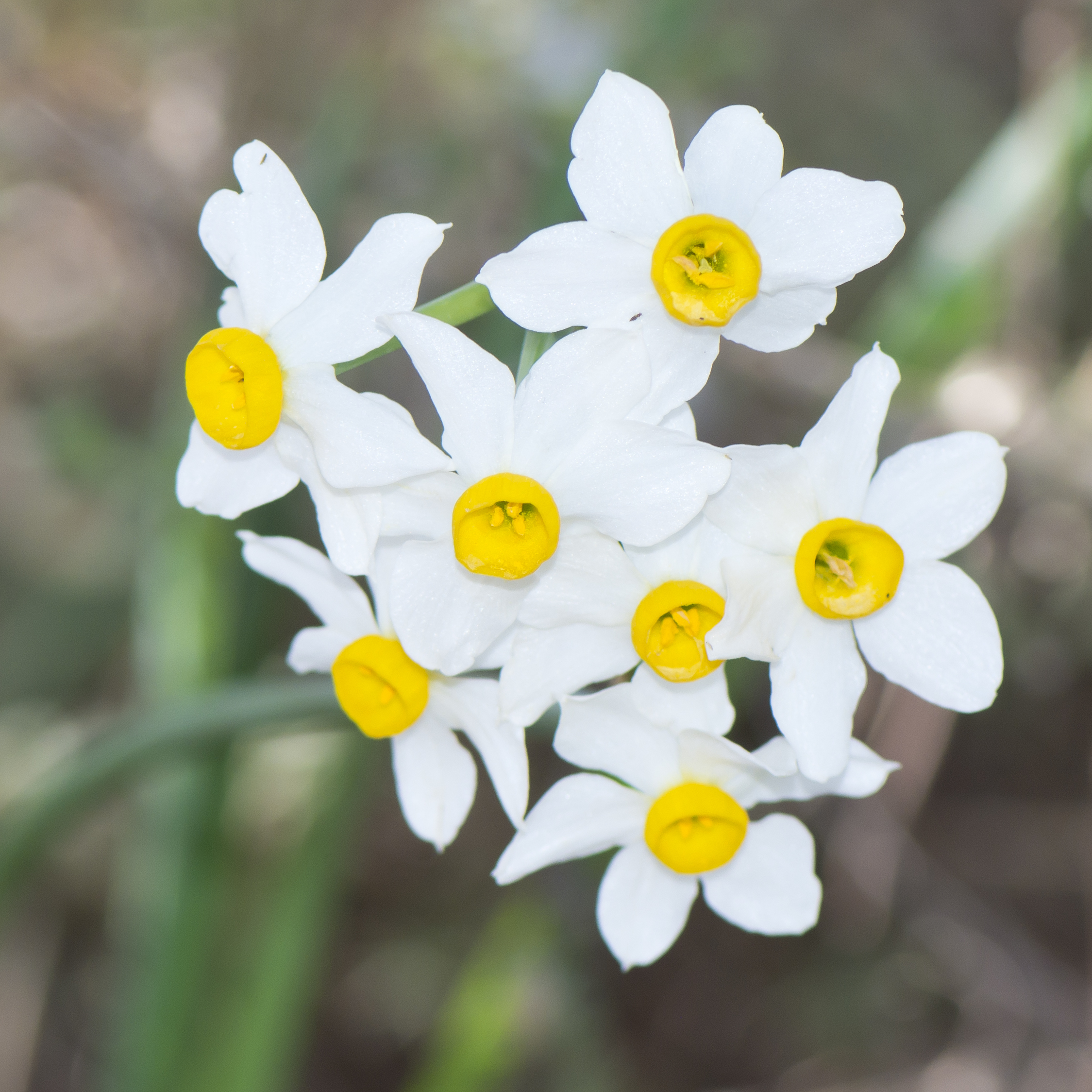
A tazettanárcisz (Narcissus tazetta) többvirágú

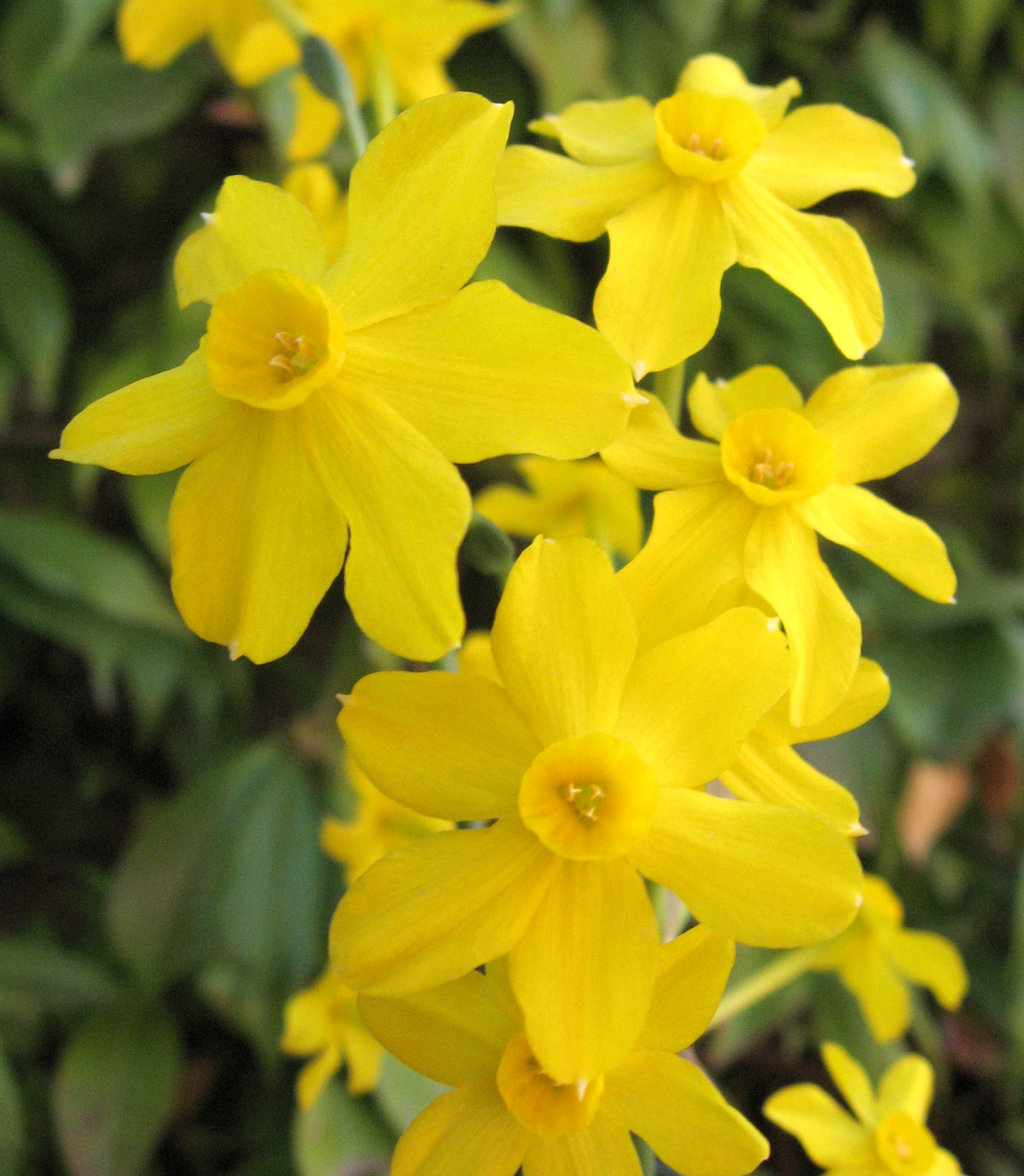
Jonquillanárcisz (Narcissus jonquilla)

A nárcisz (Narcissus) a spárgavirágúak (Asparagales) rendjébe, az amarilliszfélék (Amaryllidaceae) családjába tartozó növénynemzetség. A nárciszok közkedvelt vágott, illetve kerti virágok, a természetben vadon kialakult nárciszfajokból rengeteg hibridet, fajtát nemesítettek ki a kertészetek. A nárciszok többsége tavasszal virágzik, csak néhány faj ősszel. Fontos tudni róluk, hogy mérgező növények.
A nemzetség a nevét Narkisszosz mitológiai alakról, esetleg narkotikus (narkoa, görögül bénítani) tulajdonságairól kapta.

## Elterjedésük
A nárciszfajok nagyrészt Eurázsia és Észak-Afrika szubtrópusi, ritkábban Eurázsia mérsékelt övi területein őshonosak; többségük az Ibériai-félszigeten, Franciaország déli részén és az Appennin-félszigeten.

## Jellemzőik
A nárciszfajok évelő hagymás növények, hagymáik többnyire középnagyok, s barna hagymahéj borítja őket. Leveleik közvetlenül a hagymából erednek, szárukon nincsenek levelek. Száruk belül üreges, a leveleik keskenyek, szálasak, szalagszerűek, ritkán vékony-hengeresek. Egyes nárciszfajokon ernyőszerű virágzat fejlődik, más fajokra a magános virág jellemző. Mind a magános virágot, mind a virágzatot bimbós állapotban hártyás buroklevél fedi, ami később a virág, illetve a virágzat alatt is megfigyelhető. Virágaik rövid kocsányúak, elállók vagy bókolók. Virágaikban lepellevelek veszik körbe a porzókat és a termőt. A lepellevelek alul rövidebb-hosszabb csővé forrtak össze (lepelcső), melynek a torkából különül el a szirmoknak látszódó 3 + 3 lepelcimpa: a lepelcimpák legtöbbször sugarasan szétállnak, nagyságuk, színük és alakjuk változatos.
A nárciszvirágok jellegzetessége az úgynevezett melléklepel vagy „korona”: ez ugyancsak a lepelcső torkából a lepelcimpák elé kiálló lepelfüggelék, ami nagyon változatos megjelenésű lehet, különféle alakja, mérete és színe az egyes nárciszfajokat és nárciszfajtákat jellemezheti. A nárciszokat ezen „korona” alakja (trombita, harang, csésze vagy gallér alak) alapján is csoportosítják. A „koronát” mellékpártának is szokták nevezni, de tekintve, hogy a nárciszok virágtakarója egynemű – azaz csak lepelből áll, és nem különül el csészére és pártára –, ez az elnevezés botanikai értelemben nem pontos.
Porzóik és a termőjük többnyire a lepelcsövön belül találhatók, azaz többnyire nem olyan hosszúak, hogy a lepelcsőből kilógjanak. Bibéjük osztatlan. Alsó állású magházuk van, amiből az érés során gömbölyded, háromszögletű toktermés fejlődik; a termésükben kevés mag található, magvaik gömbölyűek.
A nárciszvirágok főleg nagyságukban és formájukban változatosak, a színük tulajdonképpen csak a fehér és a sárga színárnyalatait mutatják. A színárnyalatok azonban megint sokfélék lehetnek (vajsárga, citromsárga, narancssárga, rózsaszínes árnyalatú sárga stb.), illetve a lepelcimpák és a melléklepel színe is különbözhet. A nárciszok többsége tavasszal nyílik, néhány fajuk virágzik ősszel.

## Fajok
Önmagában véve már a természetes nárciszfajok is nagyon alakgazdagok, ráadásul könnyen kereszteződnek és képeznek hibrid fajokat a természetben is. A nárciszok változatossága azonban a termesztésükkel és nemesítésükkel még inkább megnőtt. Mivel évszázadok óta a vadon élő fajok mellett a kerti változatok is előfordulnak, így egyes vadon élő nárciszpopulációkról szinte lehetetlen megállapítani, hogy botanikai értelemben vett fajok-e, vagy keresztezett hibridek. A Babócsai Basa-kert Természetvédelmi Területen is megfigyelhető ez a jelenség.
A nárciszfajok közül Magyarországon egyetlen természetes faj, a csillagos nárcisz (Narcissus angustifolius) fordul elő, védett. Európa délnyugati részén honos a fehér nárcisz (N. poëticus), ami a sárga nárciszhoz hasonlóan (N. pseudonarcissus) jól ismert kerti dísznövény. A kései nárcisz (N. serotinus) ősszel virágzik, köves legelőkön, garrigue-okban fordul elő. A tazettanárcisz (N. tazetta) szárán 8–15 virág is ül. A jonquillanárciszból (N. jonquilla) virágolajat préselnek Dél-Franciaországban.
Az alábbi listában szereplő fajok és hibridek a Plant of the World Online adatbázisa alapján elfogadott taxonok:
- Narcissus × abilioi Fern.Casas
- Narcissus abscissus (Haw.) Schult. & Schult.f.
- Narcissus albicans (Haw.) Spreng.
- Narcissus albimarginatus D.Müll.-Doblies & U.Müll.-Doblies
- Narcissus alcaracensis S.Ríos, D.Rivera, Alcaraz & Obón
- Narcissus alcobacensis A.Fern. ex Fern.Casas
- Narcissus × alejandrei Fern.Casas
- Narcissus × alentejanus Fern.Casas
- Narcissus × alleniae Donn.-Morg.
- Narcissus × aloysii-villarii Fern.Casas
- Narcissus assoanus Dufour ex Schult. & Schult.f.
- Narcissus atlanticus Stern
- Narcissus × backhousei Baker
- Narcissus × bakeri K.Richt.
- Narcissus bellirius Fridl.
- Narcissus bertolonii Parl.
- Narcissus bicolor L.
- Narcissus × boutignyanus Philippe
- Narcissus × brevitubulosus A.Fern.
- Narcissus broussonetii Lag.
- Narcissus bujei (Fern.Casas) Fern.Casas
- harangvirágú nárcisz (Narcissus bulbocodium) L.
- Narcissus × buxtonii K.Richt.
- Narcissus calcicola Mendonça
- Narcissus cantabricus DC.
- Narcissus × caramulensis P.Ribeiro, Paiva & H.Freitas
- Narcissus × cardonae Lloret & Fern.Casas
- Narcissus × carringtonii Rozeira
- Narcissus cavanillesii Barra & G.López
- Narcissus × cazorlanus Fern.Casas
- Narcissus × chevassutii Fern.Casas
- Narcissus × cofinyalensis Uribe-Ech. & Urrutia
- Narcissus × compressus Haw.
- Narcissus confusus Pugsley
- Narcissus × consolationis Fern.Casas
- Narcissus × corcyrensis (Herb.) Nyman
- Narcissus cordubensis Fern.Casas
- Narcissus cuatrecasasii Fern.Casas, M.Laínz & Ruíz Rejón
- Narcissus cuneiflorus (Salisb. ex Haw.) Link
- bókoló nárcisz (Narcissus cyclamineus) DC.
- Narcissus deficiens Herb.
- Narcissus × dezanus García Mart. & Silva Pando
- Narcissus dubius Gouan
- Narcissus × egabrensis J.López-Tirado
- Narcissus flavus Lag.
- Narcissus × fosteri Irwing
- Narcissus gaditanus Boiss. & Reut.
- Narcissus × galaicus González, Patino, Solís & Urrutia
- Narcissus gallaecicus Fern.Casas
- Narcissus × gatensis J.F.Álvarez, Castro Prig., P.Gómez-Murillo & Áng.Sánchez
- Narcissus × georgemawii Fern.Casas
- Narcissus gigas (Haw.) Steud.
- Narcissus grandae Áng.Sánchez, J.F.Álvarez, Castro Prig., Crystal, P.Gómez-Mur
- Narcissus × gredensis Fern.Casas
- Narcissus × hannibalis A.Fern.
- Narcissus hedraeanthus (Webb & Heldr.) Colmeiro
- Narcissus × hervasii Barra & Ureña
- Narcissus hesperidis Fern.Casas
- Narcissus hispanicus Gouan
- Narcissus × incomparabilis Mill.
- Narcissus jacetanus Fern.Casas
- Narcissus jacquemoudii Fern.Casas
- Narcissus jeanmonodii Fern.Casas
- Narcissus jonquilla L.
- Narcissus × juanae Fern.Casas
- Narcissus × kirchnerianus P.Escobar
- Narcissus × koshinomurae Fern.Casas
- Narcissus leonensis Pugsley
- Narcissus × libarensis Sánchez García & Mart.Ort.
- Narcissus × litigiosus Amo
- Narcissus macrolobus (Jord.) Pugsley
- Narcissus × maginae Fern.Casas & Susanna
- Narcissus × magnenii Rouy
- Narcissus magniobesus Fern.Casas
- Narcissus × mariae-angelorum Fern.Casas
- Narcissus × maroccanus Fern.Casas
- Narcissus marvieri Jahand. & Maire
- Narcissus matiasii Fern.Casas
- Narcissus × medioluteus Mill.
- Narcissus minor L.
- Narcissus moleroi Fern.Casas
- Narcissus moschatus L.
- Narcissus × munozii-alvarezii J.López-Tirado
- Narcissus munozii-garmendiae Fern.Casas
- Narcissus × neocarpetanus Rivas Ponce, C.Soriano & Fern.Casas
- Narcissus nevadensis Pugsley
- Narcissus nobilis (Haw.) Schult. & Schult.f.
- Narcissus × nutans Haw.
- Narcissus obesus Salisb.
- Narcissus obsoletus (Haw.) Spach
- Narcissus × odorus L.
- Narcissus × oiarbidei Fern.Casas & Uribe-Ech.
- Narcissus × olivensis Fern.Casas & Florencio
- Narcissus pachybolbus Durieu
- Narcissus × palentinus Fern.Casas
- Narcissus pallidiflorus Pugsley
- Narcissus papyraceus Ker Gawl.
- Narcissus × parautensis Fern.Casas & P.Gómez-Murillo
- Narcissus × perangustus Fern.Casas
- Narcissus × perezlarae Font Quer
- Narcissus peroccidentalis Fern.Casas
- Narcissus × petri-mariae Fern.Casas
- Narcissus × poculiformis Salisb.
- fehér nárcisz (Narcissus poeticus) L.
- Narcissus × ponsii-sorollae Fern.Casas
- Narcissus portensis Pugsley
- Narcissus portomosensis A.Fern. ex Fern.Casas
- Narcissus primigenius (Fern.Suárez ex M.Laínz) Fern.Casas & Laínz
- sárga nárcisz (Narcissus pseudonarcissus) L.
- Narcissus × pugsleyi Fern.Casas
- Narcissus × pujolii Font Quer
- Narcissus × pyrenaicus Dorda, Rivas Ponce & Fern.Casas
- Narcissus × rafaelii Patino & Uribe-Ech.
- Narcissus × repulloi J.López-Tirado
- Narcissus × richardianus P.Escobar
- Narcissus × rogendorfii Batt. & Trab.
- Narcissus romieuxii Braun-Blanq. & Maire
- Narcissus × romoi Fern.Casas
- Narcissus rupicola Dufour
- Narcissus × rupidulus Fern.Casas & Susanna
- Narcissus salmonii Fern.Casas
- Narcissus saltuum Fern.Casas
- Narcissus scaberulus Henriq.
- Narcissus segurensis S.Ríos, D.Rivera, Alcaraz & Obón
- kései nárcisz (Narcissus serotinus) L.
- Narcissus × sexitanus Fern.Casas
- Narcissus × somedanus Fern.Casado, Nava & Suárez Pérez
- Narcissus supramontanus Arrigoni
- Narcissus tazetta L.
- Narcissus × tenuior Curtis
- Narcissus × tortifolius Fern.Casas
- Narcissus triandrus L.
- Narcissus × trianoi J.López-Tirado
- Narcissus × trilobus L.
- Narcissus × tuckeri Barra & G.López
- Narcissus × turrensis Tucker ex De Bellard & Hervás
- Narcissus × urrutiae Fern.Casas & Uribe-Ech.
- Narcissus vilchezii P.Gómez-Murillo & Hervás
- Narcissus × villasrubiensis González, Patino, Solís & Urrutia
- Narcissus viridiflorus Schousb.
- Narcissus vitekii P.Escobar
- Narcissus watieri Maire
- Narcissus × weickertii Sánchez Gullón & Castro Prig.
- Narcissus willkommii (Samp.) A.Fern.
- Narcissus × xanthochlorus Fern.Casas
- Narcissus × xaverii Nava & Fern.Casado
- Narcissus yepesii S.Ríos, D.Rivera, Alcaraz & Obón

## Felhasználás

### Dísznövények
A nárciszok illatuk, szép színű és alakú virágaik miatt már az ókor óta kedvelt kerti virágok, manapság pedig vágott virágokként is kereskedelmi forgalomban vannak. És nem csupán a természetes nárciszfajok: mellettük rengeteg hibridet, fajtát nemesítettek ki a kertészetek: egy 1965-os jegyzékben 8000-nél is több nárciszfajtát sorolnak fel. A nárciszok nemesítésében különösen a holland és az angol kertészek értek el jelentős eredményeket.
Hibrid fajtáik egyik csoportja az ún. trombitanárciszok, amik a sárga nárciszból (N. pseudonarcissus) származnak: virágaik sárgák, illatosak, március−áprilisban nyílnak, koronájuk hosszú, trombitára emlékeztető. A nagy (széles) koronájú és a kis koronájú hibrid fajták a pompás nárcisz (N. × incomparabilis) leszármazottai: lepelleveleik fehérek vagy sárgák, a koronájuk fehér, sárga vagy piros színű és széles kehely alakú, április–májusban virágoznak.
Magyarországon már augusztusban érdemes ültetni a nárciszhagymákat 15−20 cm mélyre: gyepben jobban mutatnak csoportosan, évelőágyban egyenként is szépek. A napos, félárnyékos helyeket és a mély rétegű, lazább, tápanyagban dús talajokat kedvelik leginkább, vízigényük közepes. A nárciszcsoportokat 4-5, legfeljebb 8 évenként érdemes széttelepíteni.

### Mérgező növények
A nárciszok mérgező növények. Minden nárciszfaj tartalmazza a mérgező likorin alkaloidot, elsősorban a hagymában, de a levelekben is.

## A művészetekben
Csokonai Vitéz Mihály A reményhez című versének második versszakában említi:

| „                                    | …Kertem nárcisokkal / Végig űltetéd; / Csörgő patakokkal / Fáim éltetéd; / Rám ezer virággal / Szórtad a tavaszt / S égi boldogsággal / Fűszerezted azt.… | ” |
| – Csokonai Vitéz Mihály: A reményhez | |   |

## Kapcsolódó szócikk
- Babócsai Basa-kert Természetvédelmi Terület